# Casa Fortuny (Vic)
La Casa Fortuny és una obra modernista de Vic (Osona) protegida com a Bé Cultural d'Interès Local.

## Descripció
Edifici civil. Casa entre mitgeres que consta de planta baixa i dos pisos i és simètrica respecte a un eix central. A la planta baixa presenta dos portals d'arc rebaixat amb decoracions de totxo vist formant cornises i decoracions. Al primer pis presenta decoracions amb mosaics de colors, cal remarcar el ferro forjat de les baranes.
És una casa d'estructura simple, construïda amb materials senzills però amb una gran empremta modernista.
L'estat de conservació és regular, ja que està envoltada de noves edificacions.

## Història
Es troba al carrer Verdaguer, que s'obrí arran de la construcció de l'estació de ferrocarril l'any 1875 i que va ser reformat al 1910.
En aquest carrer hi trobem altres elements arquitectònics de tipus modernista o racionalista.
La casa Fortuny és una bella mostra de la simplicitat estructural i de materials d'aquest corrent de principis de segle.